# Уграк
Уграк (Гурек) (wγrk/'wγrk, д/н — бл. 738) — 5-й іхшид (володар) Согда в 710—738 роках. В китайських джерелах відомий як Улега.

## Життєпис
Походив з согдо-тюркського роду, що за жіночою лінією був родичем правлячої династії іхшидів. 710 року внаслідок повстання проти Турхуна того було повалено, а владу перебрав Уграк. Втім його не визнала частина васалів на чолі з Деваштичем, афшином Панджу, що намагався поставити на трон синів Турхуна. В свою чергу Уграк намагався опиратися на Тюргеський каганат, але його володар Чжену був доволі слабким.
711 року зазнав поразки від Кутайба ібн Мусліма, втративши Самарканд, а 712 року визнав зверхність Омеядського халіфату, уклавши Самаркандський договір, за яким в місті розташовувалася залога на чолі з Абд ар-Рахманом ібн Муслімом, Уграк повинен був сплатити 2 млн дирхем одночасно та 3 тис. рабів, а також сплачувати щорічну данину в 200 тис. дирхемів.
Арабський валі поставив Уграка на трон Согда. В наступні роки маневрував між арабами й тюргешами. 718 року разом з Туксбадою, володарем Бухари, і Тішем, худатом Чаганіану, відправив посольство до танського інмператора Сюань-цзун з проханням допомогти проти арабів, але без певного у спіху. 722 року не підтримав антиарабське повстання Деваштича, який загинув.
Лише з огляду на успіхи тюргеського кагана Сулук-чора у 724—728 роках відступився від халіфату, підтримавши тюргешів. У відповідь арабське військо зайняло Самарканд, прогнавши Уграка. Останній звернувся по допомогу до кагана Сулука, що 731 року взяв в облогу Самарканд, а потім завдав арабам поразки в битві на перевалі Тахтакарача. Але 732 року після двох арабських кампаній Сулук відступив й Уграк знову визнав зверхність халіфату. З цього часу посилюється вплив арабів та поширюється іслам в Согді.
Втім у 737 році Уграк приєднався до антиарабського повстання, брав участь в битві біля Харістана, де тюргешо-согдійське військо зазнало тяжкої поразки. Вкотре визнав зверхність халіфату. Помер 738 року. Йому спадкував син Тургар, інші син Багу-чор отримав Маймург, а брат Афарун — Іштихан.